# Aframomum laurentii
Aframomum laurentii là một loài thực vật có hoa trong họ Gừng. Loài này được (De Wild. & T.Durand) K.Schum. mô tả khoa học đầu tiên năm 1904.